# Darlenys Obregón
Darlenys Obregón Mulato (* 21. Februar 1986 in Puerto Tejada) ist eine kolumbianische Sprinterin, die sich auf den 200-Meter-Lauf spezialisiert hat.

## Sportliche Laufbahn
Erstmals bei einer internationalen Meisterschaft, trat Darlenys Obregón bei den Jugendsüdamerikameisterschaften 2002 in Asunción teil und gewann dort die Goldmedaille mit der Sprintstaffel sowie Silber über 100 und 200 Meter sowie mit der 4-mal-100-Meter-Staffel. 2003 belegte sie bei den südamerikanischen Juniorenmeisterschaften in Guayaquil den fünften Platz über 200 Meter. Bei den Jugendweltmeisterschaften im kanadischen Sherbrooke schied sie über 100 Meter im Halbfinale aus und belegte über 200 Meter den siebten Platz. 2004 gewann sie bei den U23-Südamerikameisterschaften die Goldmedaille über 200 Meter. Bei den Südamerikameisterschaften 2005 in Cali belegte sie Platz vier über 200 Meter und gewann Gold mit der kolumbianischen Staffel. Bei den Panamerikanischen Juniorenspielen gewann sie Bronze über 100 Meter und belegte Platz fünf über 200 Meter. Bei den Weltmeisterschaften in Helsinki belegte sie mit der Staffel im Finale den sechsten Platz. Bei den Juegos Bolivarianos gewann sie ebenfalls die Goldmedaille mit der Staffel. Bei den Ibero-amerikanischen Meisterschaften in Ponce gewann sie Silber über 200 Meter und mit der 4-mal-400-Meter-Staffel sowie Bronze mit der kürzeren Sprintstaffel. Bei den Zentralamerika- und Karibikspielen in Cartagena gewann sie Silber mit der Staffel und belegte über 200 Meter den siebten Platz. Wenig später gewann sie bei den U23-Südamerikameisterschaften Gold über 100, 200 Meter und mit der Staffel sowie Silber mit der Langsprintstaffel. 2007 schied sie bei den Panamerikanischen Spielen in Rio de Janeiro mit der Staffel im Vorlauf aus und gelangte über 200 Meter bis ins Halbfinale.
2008 gewann sie die Goldmedaille über 200 Meter und mit der Staffel bei den Ibero-amerikanischen Meisterschaften in Iquique. Es folgten Silber und Bronze bei den Zentralamerika- und Karibikspielen in Cali. Sie qualifizierte sich zudem für die Olympischen Spiele in Peking und erreichte dort das Viertelfinale über 200 Meter. 2009 wurde sie mit der kolumbianischen Mannschaft Südamerikameisterin und Vizemeisterin bei den Zentralamerika- und Karibikspielen in Havanna. Bei den Weltmeisterschaften in Berlin belegte sie mit der Staffel den achten Platz und schied im Einzelbewerb im Vorlauf aus. Bei den Juegos Bolivarianos gewann sie in allen vier Disziplinen, an die sie an den Start ging die Goldmedaille. 2010 folgte eine Silbermedaille mit der Staffel bei den Ibero-amerikanischen Meisterschaften in San Fernando sowie ein fünfter Platz über 200 Meter. Bei den Zentralamerika- und Karibikspielen auf Puerto Rico gewann sie die Goldmedaille mit der 4-mal-100-Meter-Staffel und Silber mit der 4-mal-400-Meter-Staffel sowie Bronze über 200 Meter. Bei den Weltmeisterschaften in Daegu schied sie mit der kolumbianischen Stafette bereits im Vorlauf aus. Bei den Panamerikanischen Spielen in Guadalajara erreichte sie im Einzelbewerb den achten Platz. 2012 gewann sie Bronze bei den Ibero-amerikanischen Meisterschaften in Barquisimeto mit der Staffel und belegte über 200 Meter den sechsten Platz. Bei den Olympischen Spielen in London schied sie mit der Staffel bereits in der Vorrunde aus, wie auch bei den Weltmeisterschaften in Moskau 2013. Zudem gewann sie bei den Juegos Bolivarianos erneut die Goldmedaille mit der Staffel und belegte im Einzelbewerb den vierten Platz.
2014 nahm sie an den Zentralamerika- und Karibikspielen in Xalapa teil, gewann dort Silber mit der Staffel und schied im Einzelbewerb im Vorlauf aus. 2016 belegte sie bei den Ibero-amerikanischen Meisterschaften den vierten Platz. 2017 nahm sie an den Südamerikameisterschaften in Luque teil und gewann dort die Silbermedaille mit der Staffel. Über 100 Meter belegte sie im Finale den siebten Platz und in ihrer Spezialdisziplin schied sie überraschend bereits im Vorlauf aus. Im November gewann sie bei den Juegos Bolivarianos in Santa Marta mit der kolumbianischen Staffel die Bronzemedaille.
Bisher wurde sie zwei Mal kolumbianische Meisterin.

## Persönliche Bestzeiten
- 100 m: 11,54 s (+0,4 m/s), 13. August 2011 in Bogotá
- 200 m: 23,09 s (−0,1 m/s), 15. Juli 2008 in Cali
- 400 m: 52,78 s, 26. November 2008 in Cali